# Витончена сім'я
Витончена сім'я (кор. 우아한 가) — це південнокорейський телесеріал, що розповідає історію про Мо Сок Хі, яка повертається зі штатів і хоче дізнатися правду про смерть своєї матері, та Хо Юн До, адвоката з сумнівним минулим, який починає працювати на Мо Сок Хі. Серіал показувався на телеканалі MBN щосереди та щочетверга з 21 серпня по 17 жовтня 2019. У головних ролях Ім Су Хян, Лі Чан У та Пе Чон Ок.

## Сюжет
Мо Сок Хі, єдина дочка сім'ї Мо та спадкоємиця MC Group, вже 15 років примусове живе в США. Її туди відправили після того, як померла мати Мо Сок Хі. З тих пір вона прагне дізнатися правду щодо її смерті. Після того, як Мо Сок Хі отримує звістку, що її дідусь в критичному стані, то вона вирішує покинути США та повернутися назад до Кореї. У той же час сім'я Мо Чхоль Хі разом із Хан Че Ґук, головою команди з антикризового менеджменту TOP, будують плани щодо спадкоємця MC Group і повернення Мо Сок Хі може цьому завадити. Тому команда з антикризового менеджменту TOP застосовує заходів, щоб зупинити повернення Мо Сок Хі. Незважаючи на це, Мо Сок Хі повертається до Південної Кореї та випадково зустрічає Хо Юн До. 
У той же час Хо Юн До працює хорошим адвокатом, але з певними труднощами в досягненні успіху. Він допомагає мешканцям у своєму районі та працює у своє му імпровізованому офісі за маленьким столом в ресторані свого батька. Хо Юн До хоче стати успішним адвокатом з метою доведення невинності своєї мати, яку посадили до в'язниці. Тим часом TOP вирішує знайти адвоката, що буде займатися менеджментом Мо Сок Хі та вирішувати кризові питанням. TOP приймає рішення і наймає Хо Юн До в якості члена своєї команди. 
Мо Сок Хі вирішує розслідувати таємнича смерть своєї матері та залучає до цього розслідування Хо Юн До. За збігом обставин смерть її матері та невинне засудження його матері тісно пов'язана з секретами, що приховує TOP і тому Хан Че Ґук готова застосувати будь-які методи, щоб зберегти таємниці TOP  та зупинити розслідування, яке почали Мо Сок Хі та Хо Юн До.

## Акторських склад

### Головні ролі
- Ім Су Хян як Мо Сок Хі[3][4]

Мо Сок Хі єдина дочка в чебольській сім'ї Мо та спадкоємиця компанії MC Group. Одразу після смерті її матері, Мо Сок Хі примусово відправляють до США, де вона живе відірвано від свого батька. З часом вона вирішує повернутися назад до Кореї у зв'язку з погіршенням здоров'я свого діда, Мо Ван Пхьо. При поверненні назад до рідної країни Мо Сок Хі зустрічає адвокат Хо Юн До та залучує його до розслідування таємничої смерті своєї матері. 
- Лі Чан У як Хо Юн До[3][4]

Хо Юн До є адвокатом з сумнівним минулим. В дитинстві його мати було звинувачено у вбивстві та посаджено за ґрати. З тих пір Хо Юн До став працювати адвокатом з метою одного дня виправдати свою мати від незаконного звинувачення. Після зустрічі з Мо Сок Хі, Хо Юн До отримує роботу в TOP та стає адвокатом, що вирішує всі кризові питання, які пов'язанні з Сок Хі. При цьому він таємно працює з Сок Хі для розслідування смерті її матері.    
- Пе Чон Ок як Хан Че Ґук[3][4]

Ха Че Ґук є головою команди антикризового менеджменту TOP, яке займається вирішенням кризових подій, що пов'язанні або з сім'єю Мо або з компанією MC Group. Вона, як і її команда, для досягнення мети готова використати будь-які методи, починаючи від лазівок в законодавстві до шантажу та підкупу високопоставлених осіб. Після прибуття Мо Сок Хі до Кореї, Хан Че Ґук прикладає усіх зусиль, щоб Сок Хі не отримала жодних акцій компанії MC Group та не дізналася правду про смерть своєї матері.  

### Другорядні ролі
- Чон Вон Джун як Мо Чхоль Хі[3]
- Мун Хі Ґьон як Ха Йон Со[3]
- Лі Кю Хан як Мо Ван Су[3]
- Кім Чін У як Мо Ван Джун[3]
- Кон Хьон Джу як Пек Су Джін[3]
- Чон Чін Со як Мо Со Джін

#### Інші
- Чон Кук Хван як Мо Ван Пхьо
- О Син Ин як Чхве На Рі
- Пак Хьон Сук як Чон Юн Сук
- Пак Хє На як Ан Че Рім
- Сон Чін Хван як адвокат Юн
- Пак Сан Мьон як Хо Чан Су
- Чо Кьон Сук як Ім Сун
- На Ін Кю як детектив О
- Чан Сон Кьон як Ко Ин Джі
- Кім Чхоль Ґі як Юн Сан Вон
- Квон Хьок Хьон як Квон Чун Хьок
- Пак Йон Рін як Хван По Джу
- Чон Хє Ін як Лі Кьон А
- Пак Чхоль Мін як Кім Пу Ґі
- Кім Юн Со як О Кван Мі
- Чон Хо Бін як Чон Хьон Іль
- Хьон У Сон як Чу Тхе Хьон

## Оригінальні звукові дорожки
| Graceful Family OST Part.1 | Graceful Family OST Part.1                   | Graceful Family OST Part.1 | Graceful Family OST Part.1 |
| #                          | Назва                                        | Виконавець                 | Тривалість                 |
| -------------------------- | -------------------------------------------- | -------------------------- | -------------------------- |
| 1.                         | «Black Diamond (Prod.Takers)»                | Лім Чон Хі                 | 3:31                       |
| 2.                         | «Black Diamond (Prod.Takers) — Instrumental» | Лім Чон Хі                 | 3:31                       |

| Graceful Family OST Part.2 | Graceful Family OST Part.2 | Graceful Family OST Part.2 | Graceful Family OST Part.2 |
| #                          | Назва                      | Виконавець                 | Тривалість                 |
| -------------------------- | -------------------------- | -------------------------- | -------------------------- |
| 1.                         | «Liar»                     | DAEON                      | 2:12                       |
| 2.                         | «Prologue»                 | Кім Чон Чхон               | 1:48                       |
| 3.                         | «The Race»                 | Кім Чон Чхон               | 4:02                       |
| 4.                         | «Liar — Instrumental»      | DAEON                      | 2:12                       |

| Graceful Family OST Part.3 | Graceful Family OST Part.3 | Graceful Family OST Part.3 | Graceful Family OST Part.3 |
| #                          | Назва                      | Виконавець                 | Тривалість                 |
| -------------------------- | -------------------------- | -------------------------- | -------------------------- |
| 1.                         | «Return»                   | Чхон Тан Бі                | 3:33                       |
| 2.                         | «Return — Instrumental»    | Чхон Тан Бі                | 3:33                       |

| Graceful Family OST Part.4 | Graceful Family OST Part.4 | Graceful Family OST Part.4 | Graceful Family OST Part.4 |
| #                          | Назва                      | Виконавець                 | Тривалість                 |
| -------------------------- | -------------------------- | -------------------------- | -------------------------- |
| 1.                         | «Gravity»                  | HoneyG                     | 3:45                       |
| 2.                         | «Gravity — Instrumental»   | HoneyG                     | 3:45                       |

| Graceful Family OST Part.5 | Graceful Family OST Part.5     | Graceful Family OST Part.5            | Graceful Family OST Part.5 |
| #                          | Назва                          | Виконавець                            | Тривалість                 |
| -------------------------- | ------------------------------ | ------------------------------------- | -------------------------- |
| 1.                         | «Again»                        | Кі Да Он                              | 4:08                       |
| 2.                         | «Again — Instrumental»         | Кі Да Он                              | 4:08                       |
| 3.                         | «Prologue»                     | Кім Чон Чхон                          | 1:48                       |
| 4.                         | «Prologue — Tension variation» | Кім Чон Чхон                          | 3:33                       |
| 5.                         | «Prologue — Humming Variation» | Ан Ин Джу, Кім Чон Чхон               | 1:43                       |
| 6.                         | «Dark Side»                    | Со Хьон Іль, Мін Чі Йон               | 2:48                       |
| 7.                         | «Elegant Moments»              | Хон Тон Пхьо                          | 2:34                       |
| 8.                         | «Elegant Tension»              | Чон Чон Он                            | 2:17                       |
| 9.                         | «Perfect Tension»              | Лі Хі Сон                             | 2:04                       |
| 10.                        | «Revenge»                      | Чон Син Ин                            | 3:08                       |
| 11.                        | «Sneak»                        | Ян Син Хо                             | 2:43                       |
| 12.                        | «The Game Changer»             | Со Хьон Іль, Мін Чі Йон, Кім Чон Чхон | 2:41                       |
| 13.                        | «Mercy»                        | Кім Ин Сон, Кім Чон Чхон              | 2:42                       |
| 14.                        | «Inversion»                    | Кім Чон Чхон                          | 2:50                       |
| 15.                        | «Let's Dance»                  | Кім Чон Чхон                          | 2:36                       |
| 16.                        | «Top Team Theme»               | Кім Чон Чхон                          | 1:36                       |
| 17.                        | «Reunion»                      | Кім Чон Чхон                          | 2:22                       |
| 18.                        | «Sad Violin»                   | Кім Чон Чхон                          | 2:45                       |
| 19.                        | «Dark Designs»                 | Кім Чон Чхон                          | 3:28                       |
| 20.                        | «Shadow of The Empire»         | Кім Чон Чхон                          | 3:46                       |
| 21.                        | «Justice»                      | Кім Чон Чхон                          | 1:46                       |
| 22.                        | «Assumed Evil»                 | Кім Чон Чхон                          | 3:54                       |
| 23.                        | «Si Vis Vitam, Para Mortem»    | Кім Чон Чхон                          | 2:45                       |
| 24.                        | «Epilogue»                     | Кім Чон Чхон                          | 2:32                       |

## Рейтинги
Найнижчі рейтинги позначені синім кольором, а найвищі — червоним кольором.
| 1                | 21 серпня 2019   | 2,689% (Н/Д)  | Н/Д           |
| 2                | 22 серпня 2019   | 1,828% (Н/Д)  | Н/Д           |
| 3                | 28 серпня 2019   | 2,720% (Н/Д)  | Н/Д           |
| 4                | 29 серпня 2019   | 2,899% (Н/Д)  | Н/Д           |
| 5                | 4 вересня 2019   | 3,700% (6-те) | 3,408% (8-ме) |
| 6                | 5 вересня 2019   | 2,074% (Н/Д)  | Н/Д           |
| 7                | 18 вересня 2019  | 4,322% (4-те) | 4,319% (3-тє) |
| 8                | 19 вересня 2019  | 3,653% (Н/Д)  | 3,784% (8-ме) |
| 9                | 25 вересня 2019  | 5,205% (2-ге) | 5,608% (1-ше) |
| 10               | 26 вересня 2019  | 5,284% (2-ге) | 5,585% (2-ге) |
| 11               | 2 жовтня 2019    | 7,125% (1-ше) | 7,432% (1-ше) |
| 12               | 3 вересня 2019   | 6,556% (2-ге) | 6,945% (1-ше) |
| 13               | 9 вересня 2019   | 7,316% (1-ше) | 7,808% (1-ше) |
| 14               | 10 вересня 2019  | 6,974% (1-ше) | 7,559% (1-ше) |
| 15               | 16 вересня 2019  | 7,981% (1-ше) | 8,405% (1-ше) |
| 16               | 17 вересня 2019  | 8,478% (1-ше) | 8,305% (1-ше) |
| Середнє значення | Середнє значення | 4,925%        | —             |